# Krągłe
Krągłe – wieś w Polsce położona w województwie zachodniopomorskim, w powiecie szczecineckim, w gminie Szczecinek.
Ok. 1 km na południowy zachód od wsi znajduje się wzniesienie Orla Góra.